# Đào Bá Quân
Đào Bá Quân (tiếng Trung: 陶伯钧; tháng 12 năm 1936 – 18 tháng 1 năm 2009) là Thượng tướng Quân Giải phóng Nhân dân Trung Quốc (PLA). Ông từng giữ chức vụ Ủy viên Ban Chấp hành Trung ương Đảng Cộng sản Trung Quốc khóa XV, Phó Bí thư Đảng ủy, Tư lệnh Quân khu Quảng Châu.

## Tiểu sử
Đào Bá Quân sinh tháng 12 năm 1936 người huyện Vĩnh Cát, tỉnh Cát Lâm. Tháng 7 năm 1951, ông gia nhập Quân Giải phóng Nhân dân Trung Quốc và tốt nghiệp từ Trường Pháo binh số 6 năm 1955. Tháng 6 năm 1955, ông làm Trung đội trưởng pháo binh; đến tháng 3 năm 1956, ông giữ chức Tham mưu tác chiến huấn luyện Bộ tư lệnh Trung đoàn pháo binh. Tháng 10 năm 1961, ông gia nhập Đảng Cộng sản Trung Quốc. Tháng 2 năm 1964, Đào Bá Quân được bổ nhiệm làm Tham mưu, Phó khoa trưởng khoa trinh sát Bộ tư lệnh Sư đoàn pháo binh.
Tháng 7 năm 1976, ông được bổ nhiệm giữ chức Tham mưu trưởng Trung đoàn pháo binh. Tháng 4 năm 1977, ông được điều chuyển làm Phó trưởng phòng Phòng tác chiến huấn luyện Bộ tư lệnh pháo binh Quân khu Vũ Hán; đến tháng 2 năm 1979, Đào Bá Quân được bổ nhiệm giữ chức Trưởng phòng Phòng tác chiến huấn luyện Bộ tư lệnh pháo binh Quân khu Vũ Hán. Tháng 5 năm 1981, ông được bổ nhiệm làm Tham mưu trưởng Bộ tư lệnh Sư đoàn pháo binh.
Tháng 1 năm 1983, Đào Bá Quân được bổ nhiệm giữ chức Trưởng ban Ban pháo binh Bộ tư lệnh Quân khu Vũ Hán. Tháng 5 năm 1985, ông làm Phó Tư lệnh Quân đoàn 43 lục quân. Tháng 6 năm 1985, Đào Bá Quân được bổ nhiệm giữ chức Ủy viên Thường vụ Đảng ủy Quân khu kiêm Tham mưu trưởng Quân khu Thành Đô. Tháng 11 năm 1992, ông được điều chuyển làm Ủy viên Thường vụ Đảng ủy Quân khu kiêm Tham mưu trưởng Quân khu Quảng Châu; từ tháng 12 năm 1993, ông giữ chức Ủy viên Thường vụ Đảng ủy Quân khu kiêm Phó Tư lệnh Quân khu Quảng Châu.
Tháng 1 năm 1996, Đào Bá Quân được bổ nhiệm giữ chức vụ Phó Bí thư Đảng ủy Quân khu, Tư lệnh Quân khu Quảng Châu và giữ cương vị này đến khi nghỉ hưu vào tháng 1 năm 2002. Ông qua đời lúc 18:37 ngày 18 tháng 1 năm 2009 ở Quảng Châu, hưởng thọ 72 tuổi.

## Lịch sử thụ phong quân hàm
| Quân hàm |             |             | Thượng tướng |  |  |  |  |  |  |  |  |
| Cấp bậc  | Thiếu tướng | Trung tướng | Thượng tướng |  |  |  |  |  |  |  |  |
|          |             |             |              |  |  |  |  |  |  |  |  |